# NGC 2783
NGC 2783 este o galaxie eliptică situată în constelația Racul. A fost descoperită în 13 martie 1785 de către William Herschel. Se află la o distanță de 95,8 de megaparseci de Pământ.